# Seligenthal (Floh-Seligenthal)
Seligenthal ist ein Ortsteil von Floh-Seligenthal im Landkreis Schmalkalden-Meiningen in Thüringen.

## Lage
Seligenthal liegt im Norden des Landkreises, am Südwesthang des Thüringer Waldes am Rennsteig und am Oberlauf der Schmalkalde. Die am Rennsteig gelegenen Berge sind bis zu 800 Meter hoch. Die Ebertswiese liegt auch in diesem Gebiet. Der Ort befindet sich an der stetig ansteigenden kurvenreichen Landesstraße 1026, die über Kleinschmalkalden und den Heuberg führt. Sie quert den Thüringer Wald.

## Geschichte
Der Ort wurde am 16. Oktober 1320 erstmals urkundlich erwähnt. Die Urkunde ist ein Kaufbrief, in dem ein gewisser Wolfram Schrimpf dem Grafen Berthold von Henneberg mehrere Güter überlässt, darunter auch „Selgenthal“. Bergknappensiedlungen gab es offenbar aber auch hier schon lange Zeit vorher. Die Bedeutung des Bergbaus für die Entwicklung der gesamten Region war groß. Mit der Entstehung mehrerer Eisenschmelzöfen, Zain- und Drahthämmer wurde die Eisen- und Stahlwarenproduktion über Jahrhunderte zur Lebensgrundlage der Einwohner. Während des Dreißigjährigen Krieges wurde Seligenthal im Jahr 1636 überfallen, geplündert und bis auf drei Häuser niedergebrannt. Zwischen 1687 und 1698 entstand in dem Ort eine Barockkirche, die mit zahlreichen Gemälden an Decke und Emporen geschmückt ist.  Am 1. Juni 1994 schlossen sich Floh, Seligenthal und Hohleborn zur neuen Gemeinde Floh-Seligenthal zusammen.
Etwa zwei Kilometer nordöstlich des Ortes durch den Haderholzgrund zur Hohen Straße befinden sich am Falkenburgstein die Wall- und Grabenreste der vormittelalterlichen Burganlage Falkenburg.

## Glockengießer
Vom Ende des 18. bis weit in das 19. Jahrhundert hinein betrieb über vier Generationen die Familie Bittorf in Seligenthal eine Gießerei, deren Glocken für Kirchen der Region und der damaligen Landgrafschaft Hessen-Kassel bzw. des Kurfürstentum Hessen bestimmt waren. Dem in Seligenthal geborenen Balthasar (* 1761), der wohl in Halberstadt „Stück- und Glockengießer“ gelernt hatte, folgten seine Söhne Jakob (* 1794) und Heinrich Wilhelm (* 1810), des ersteren Sohn Johann Heinrich Christoph (* 1825), des zweiteren Sohn Heinrich (* 1839) sowie des letzteren Sohn Hermann Friedrich (* 1858). Die älteste Glocke war eine 1796 gegossene, 1906 umgegossene in der ev. Kirche zu Steinbach-Hallenberg, die jüngsten Glocken jene zwei verlorenen von 1883 für das hessische Mosheim. Im heutigen Hessen befanden sich vor den umfangreichen Glockenabgaben im 1. und 2. Weltkrieg Glocken u. a. in Ransbach (1822), Wölfershausen (1826), Motzfeld (1841), Neumorschen, Rotensee und Niederaula (alle 1847).

## Orgelbau
In Seligenthal befand sich die Werkstatt des Orgelbauunternehmens der Brüder Carl, August und Wilhelm Peternell. Die Firma bestand von 1847 und 1909 und fertigte neben Instrumenten für Orte in verschiedenen Regionen Deutschlands auch Anlagen für Abnehmer in der Schweiz und Russland. Die 1873 erbaute und mit 26 Registern ausgestattete Orgel der Kirche von Seligenthal stammt ebenfalls von den Peternells. Alexander Wilhelm Gottschalg bezeichnete die Firma als „Silbermann des 19. Jahrhunderts“. Seit dem Jahr 2000 erinnert eine Gedenktafel an das Unternehmen.

## Persönlichkeiten
- Wilhelm Schleicher (1811–1873), Bürgermeister und Mitglied der kurhessischen Ständeversammlung
- Gerhard Grimmer (* 1943 in Katharinaberg; † 2023 in Floh-Seligenthal), Skilangläufer, wuchs in Seligenthal auf
- Frank Luck (* 1967 in Schmalkalden), ehemaliger Biathlet, wuchs in Seligenthal auf